# Miltochrista cuneonotatas
Miltochrista cuneonotatas är en fjärilsart som beskrevs av Walker 1855. Miltochrista cuneonotatas ingår i släktet Miltochrista och familjen björnspinnare. Inga underarter finns listade i Catalogue of Life.